# Pelican Lake, Kenora District
Pelican Lake är en sjö i Kanada.   Den ligger i Kenora District och provinsen Ontario, i den sydöstra delen av landet, 1 300 km väster om huvudstaden Ottawa. Pelican Lake ligger 355 meter över havet. Arean är 0,18 kvadratkilometer. Den sträcker sig 0,7 kilometer i nord-sydlig riktning, och 0,6 kilometer i öst-västlig riktning.
I omgivningarna runt Pelican Lake växer i huvudsak blandskog. Trakten runt Pelican Lake är nära nog obefolkad, med mindre än två invånare per kvadratkilometer.